# Kotroman
Kotroman (cyr. Котроман) – wieś w Serbii, w okręgu zlatiborskim, w mieście Užice. W 2011 roku liczyła 123 mieszkańców.